# عباس أباد حاج قنبر (كوه بنج)
عباس أباد حاج قنبر (بالفارسية: عباس‌آباد حاج قنبر) هي قرية تقع في إيران في البلدة المركزية.